# Risoluzione angolare
La risoluzione angolare è il minimo angolo che un sistema ottico (come una lente, un microscopio o un telescopio) è in grado di distinguere, senza che il fenomeno della diffrazione confonda l'immagine. Il potere risolvente angolare è la capacità del sistema ottico di distinguere due immagini in base al diverso angolo con cui vengono proiettate.

## Definizione matematica

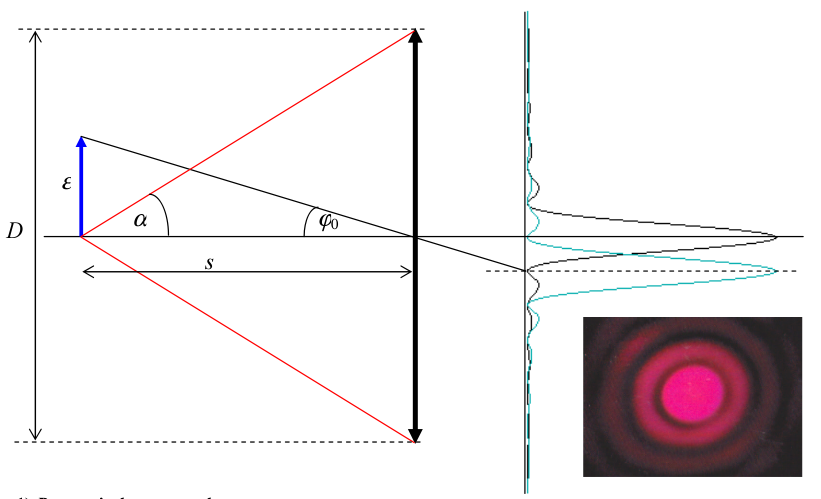
Schema della risoluzione angolare di una lente

Si definiscono risolti due punti immagine se il massimo centrale della figura di diffrazione di uno cade (almeno) sul primo minimo della figura di diffrazione dell'altro.
Generalmente si tratta con sistemi ottici circolari (ad esempio sistemi composti da lenti e specchi circolari); in questo caso l'angolo {\displaystyle \varphi _{0}} (in radianti) per cui si verifica questa condizione vale:
{\displaystyle \varphi _{0}\cong 1,22{\frac {\lambda }{D}}} (rad)
dove {\displaystyle \lambda } è la lunghezza d'onda della radiazione e {\displaystyle D} il diametro dell'apertura attraverso la quale passa la luce ed entrambe vanno espresse con la stessa unità di grandezza. 
Per avere la risoluzione angolare φ'0 in arcsec (") basta moltiplicare φ0 per il numero η di secondi che ci sono in un radiante
φ'0=φ0·η
con   η=206.264,8["/rad]
Il potere risolvente angolare è l'inverso di questo angolo (espresso in radianti):
{\displaystyle {\frac {1}{\varphi _{0}}}\cong {\frac {D}{1,22\lambda }}}

## Potere risolvente lineare
Il potere risolvente lineare di un sistema ottico è la capacità di distinguere due punti oggetto in base alla loro distanza lineare. Di conseguenza, la risoluzione lineare è la minima distanza tra due oggetti affinché il sistema ottico li possa distinguere.
Chiamando {\displaystyle \varepsilon } questa distanza, e {\displaystyle s} la distanza tra il piano su cui giacciono gli oggetti e la lente (o specchio), possiamo esprimere la risoluzione angolare:
{\displaystyle \varepsilon =s\tan {\varphi _{0}}\cong s\tan {\left(1,22{\frac {\lambda }{D}}\right)}}
Per angoli molto piccoli (come nel caso dei telescopi), per i quali si può approssimare {\displaystyle \tan {\theta }\cong \theta }, questa si può semplificare:
{\displaystyle \varepsilon \cong 1,22{\frac {s\lambda }{D}}}
Alcuni esempi:
| Caso pratico                | Diametro telescopio (m) | Distanza oggetto (m) | Minimo dettaglio osservabile (m)                                                          |
| --------------------------- | ----------------------- | -------------------- | ----------------------------------------------------------------------------------------- |
| Hubble/Superficie terrestre | 2,4                     | 600×103              | {\displaystyle {\frac {1,22\times 600\times 10{^{3}}\times 555\times 10^{-9}}{2,4}}=0,17} |
| Hubble/Luna                 | 2,4                     | 380×106              | 107                                                                                       |

Diametro D necessario per avere risoluzione {\displaystyle \varepsilon } su corpo distante s:
{\displaystyle D={\frac {1,22\times s\times \lambda }{\varepsilon }}}
| Caso pratico                                   | Diametro telescopio (m)                                                                      | Distanza oggetto (m)             | Minimo dettaglio osservabile (m) |
| ---------------------------------------------- | -------------------------------------------------------------------------------------------- | -------------------------------- | -------------------------------- |
| Telescopio orbitale verso superficie terrestre | {\displaystyle D={\frac {1,22\times 600\times 10^{3}\times 555\times 10^{-9}}{10^{-3}}}=406} | {\displaystyle 600\times 10^{3}} | {\displaystyle 10^{-3}}          |
| Telescopio terrestre verso Luna                | {\displaystyle D={\frac {1,22\times 380\times 10^{6}\times 555\times 10^{-9}}{1}}=257}       | {\displaystyle 380\times 10^{6}} | {\displaystyle 1}                |